# Skrunda
Skrunda är en kommunhuvudort i Lettland.   Den ligger i kommunen Skrundas novads, i den västra delen av landet, 130 km väster om huvudstaden Riga. Skrunda ligger 31 meter över havet och antalet invånare är 2 659.
Terrängen runt Skrunda är platt. Runt Skrunda är det mycket glesbefolkat, med 5 invånare per kvadratkilometer. Det finns inga andra samhällen i närheten. Omgivningarna runt Skrunda är en mosaik av jordbruksmark och naturlig växtlighet.